# Armen Bagdasarov
Armen Bagdasarov (Taskent, URSS, 31 de julio de 1972) es un deportista uzbeko que compitió en judo.
Participó en dos Juegos Olímpicos de Verano en los años 1996 y 2000, obteniendo una medalla de plata en la edición de Atlanta 1996 en la categoría de –86 kg. En los Juegos Asiáticos de 1998 consiguió una medalla de plata.
Ganó cuatro medallas en el Campeonato Asiático de Judo entre los años 1995 y 2000.

## Palmarés internacional
| Juegos Olímpicos    | Juegos Olímpicos             | Juegos Olímpicos  | Juegos Olímpicos |
| Año                 | Lugar                        | Medalla           | Categoría        |
| ------------------- | ---------------------------- | ----------------- | ---------------- |
| 1996                | Atlanta (Estados Unidos)     | Medalla de plata  | –86 kg           |
| Juegos Asiáticos    |                              |                   |                  |
| Año                 | Lugar                        | Medalla           | Categoría        |
| 1998                | Bangkok (Tailandia)          | Medalla de plata  | –100 kg          |
| Campeonato Asiático |                              |                   |                  |
| Año                 | Lugar                        | Medalla           | Categoría        |
| 1995                | Nueva Delhi (India)          | Medalla de bronce | –86 kg           |
| 1996                | Ciudad Ho Chi Minh (Vietnam) | Medalla de oro    | –86 kg           |
| 1999                | Wenzhou (China)              | Medalla de oro    | –90 kg           |
| 2000                | Osaka (Japón)                | Medalla de bronce | –100 kg          |